# Greenslade
Greenslade je anglická progressive rocková skupina, založená na podzim roku 1972.

## Historie
Debutem skupiny byl koncert ve franfurtském klubu Zoom Club v listopadu 1972. Dave Greenslade a Tony Reeves byli původními členy skupiny Colosseum. Oba dva chtěli založit skupinu se dvěma klávesisty. V té době byl Reeves uměleckým ředitelem nezávislé progresivní značky Greenwich Gramophone Co. a pozval Dave Lawsona ze skupiny Samurai, aby se stal členem skupiny. Lawson byl předtím členem skupin The Alan Bown Set a Web, zatímco McCulloch byl krátce členem skupin King Crimson a Fields.
Dave Clempson (ex Humble Pie) hostoval na Greensladeově třetím albu, kde hrál na kytaru ve třech skladbách. Tou dobou Reeves skupinu opustil a na turné ve Spojených státech amerických a souvisejícím čtvrtém albu Time And Tide jej nahradil Martin Briley, který přispěl hrou na kytaru a doprovodným zpěvem.
Začátkem roku 1976 Greenslade oznámili rozpad skupiny, z důvodu problémů s jejím vedením. Dave Greenslade odešel nahrávat své debutové sólové album, Cactus Choir a na přelomu let 1976 a 1977 dal dohromady novou sestavu s ex-Manfred Mann's Earth Band frontmanem Mickem Rogersem. Původně rytmickou sekci tvořili Dave Markee a Simon Phillips, ale pro vystoupení v roce 1977 byli nahrazeni Tony Reevesem (který byl mezitím ve skupině Curved Air) a Jonem Hisemanem (který vedl svou skupinu Colosseum II).
V roce 2000 Greenslade a Reeves zvažovali obnovení původní sestavy a spojili se proto se zpěvákem – klávesistou Johnem Youngem s kterým nahráli nové studiové album Large Afternoon. Bubeník John Trotter se připojil během souvisejícího koncertního turné, kdy bylo nahráno živé album Greenslade 2001 – Live: The Full Edition. Album bylo vydáno v roce 2002. John Trotter opustil skupinu následující rok, kdy se odstěhoval do Austrálie a byl nahrazen Jamesem Gamboldem.
Po rozpadu původní sestavy Greenslade se Dave Lawson stal studiovým hudebníkem, kdy hrál s Roy Harperem a se Stackridge. Později skládal filmovou hudbu pro film, televizi a reklamní šoty pro British Gas a další firmy. Martin Briley měl celkem úspěšnou sólovou kariéru, než našel práci jako skladatel pro populární umělce jako Céline Dion a *NSYNC. Andrew McCulloch opustil hudební průmyslu a věnoval se svému velkému koníčku, jachtingu.

## Sestava
V původní sestavě byli:
- Dave Greenslade – klávesy
- Tony Reeves – basová kytara a kontrabas
- Dave Lawson – klávesy a zpěv
- Andrew McCulloch – bicí souprava a perkusy

## Diskografie

### Studiová alba
- 1973: Greenslade, Warner Bros. K 46207
- 1973: Bedside Manners Are Extra, Warner Bros.
- 1974: Spyglass Guest – UK No. 34[2] Warner Bros.
- 1975: Time and Tide, Warner Bros. K 56126
- 2000: Large Afternoon

### Koncertní alba, kompilace
- 1973: Reading Festival 1973 (jedna skladby), GML Records 1008
- 1997: Shades of Green (1972–75)
- 2000: Live (recorded in 1973–75)
- 2002: Greenslade 2001 – Live The Full Edition
- 2013: Live In Stockholm – March 10th, 1975